# Бургебрах
Бургебрах (нем. Burgebrach) — община в Германии, в земле Бавария. 
Подчиняется административному округу Верхняя Франкония. Входит в состав района Бамберг. Подчиняется управлению Бургебрах.  Население составляет 6483 человека (на 31 декабря 2010 года). Занимает площадь 87,88 км².
Община подразделяется на 27 сельских округов.

## Население
По оценке на 31 декабря 2015 года население общины составляет 6673 чел.
| Дата      | 1840 | 1871 | 1900 | 1925 | 1939 | 1950 | 1961 | 1970 | 1987 | 2011 |
| --------- | ---- | ---- | ---- | ---- | ---- | ---- | ---- | ---- | ---- | ---- |
| Население | 3914 | 4221 | 3964 | 4048 | 3894 | 5272 | 4455 | 4761 | 5037 | 6502 |

| Год       | 1960 | 1970 | 1980 | 1990 | 2000 | 2009 | 2010 | 2011 | 2012 | 2013 | 2014 | 2015 |
| --------- | ---- | ---- | ---- | ---- | ---- | ---- | ---- | ---- | ---- | ---- | ---- | ---- |
| Население | 4399 | 4772 | 4840 | 5269 | 6260 | 6476 | 6483 | 6465 | 6508 | 6553 | 6627 | 6673 |